# Џордан (Монтана)
Џордан (енгл. Jordan) град је у америчкој савезној држави Монтана.

## Демографија
По попису из 2010. године број становника је 343, што је 21 (-5,8%) становника мање него 2000. године.
| Група             | 2000.       | 2010.       |
| Белци             | 355 (97,5%) | 337 (98,3%) |
| Афроамериканци    | 1 (0,3%)    | 0 (0,0%)    |
| Азијати           | 0 (0,0%)    | 0 (0,0%)    |
| Хиспаноамериканци | 5 (1,4%)    | 3 (0,9%)    |
| Укупно            | 364         | 343         |